# Cerise bigarreau Napoléon
La Cerise bigarreau Napoléon est une variété de cerise bigarreau à la chair blanche.

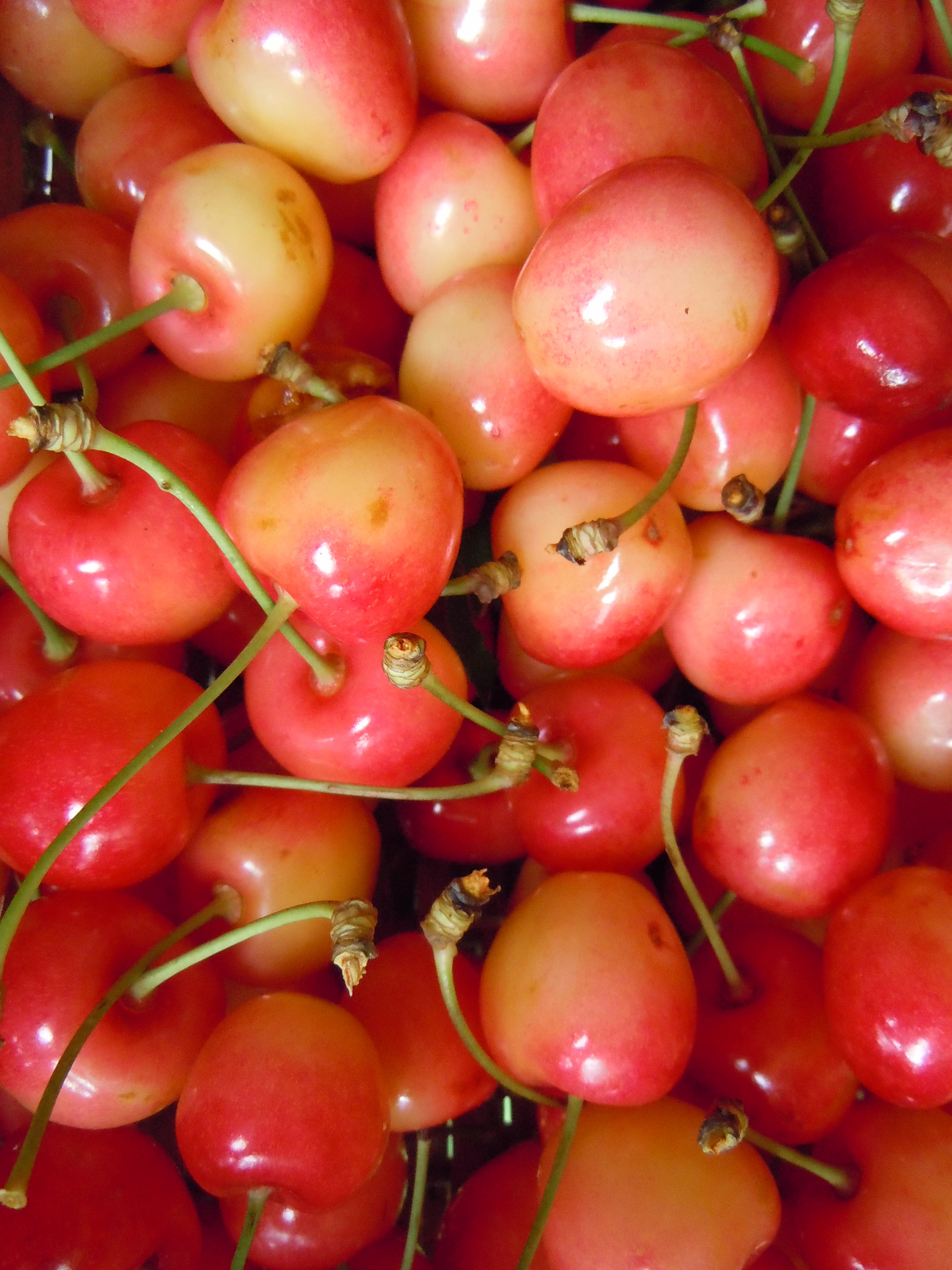
Cerises bigarreau Napoléon

## Description

### Cerisier
- Cerisier atteignant 8 mètres à maturité aux longues branches souples.
- Floraison fin mars

### Fruit
- Jaune et rouge, au jus incolore
- Récolte fin juin

## Utilisation
Cette cerise de gros calibre, à la chair ferme, est souvent utilisée en conserve et confiserie. Sa transformation est toujours régie par un arrêté du 12 janvier 1987. Celui-ci concerne l'ensemble des familles professionnelles représentées au sein de l'association nationale interprofessionnelle des fruits et légumes transformés. Le bigarreau Napoléon est le premier des fruits confits d'Apt. L'usine de transformation d'Apt-Union, la plus importante au monde, qui a fait des cerises confites le symbole de son entreprise, utilise « particulièrement le bigarreau Napoléon, sélectionné pour la perfection de sa forme et de sa texture. ».